# Machuca
Machuca è un film del 2004 diretto da Andrés Wood.
Machuca è uno dei film cileni più famosi a livello internazionale ambientato nel Cile del 1973 prima (e durante) il golpe.
È stato premiato a: Festival di Vancouver, Festival di Bruxelles, Festival di Bogotà, Festival di Lima, Festival di Quito, Festival di Viña del Mar, Festival di Valdivia e presentato al Festival di Cannes 2004 nella Quinzaine des Réalisateurs.

## Trama
Santiago del Cile, 1973. Gonzalo Infante e Pedro Machuca sono due ragazzi di undici anni; il primo proveniente da una famiglia benestante e il secondo proveniente da una famiglia povera che vive in una baraccopoli ai bordi della città.
L'incontro tra i due nasce alla scuola che entrambi si trovano a frequentare dato che il preside, padre McEnroe, decide di aggiungere alla classe di Gonzalo alcuni ragazzi dei quartieri poveri, perché questi possano apprendere come i ragazzi ricchi.
Inizialmente il rapporto tra i due protagonisti è buono e Gonzalo vive in maniera spensierata quell'aggregazione sociale scomoda alle classi alte della borghesia, frequenta Pedro anche al di fuori della scuola e vivendo insieme a lui i vari momenti della giornata.
Quando una serie di problemi a scuola solleva il tema dell'integrazione non tardano a sorgere conflitti in primis tra i genitori, successivamente anche tra gli alunni che tendono ad emarginare gli studenti più poveri.